# Marcos Calazans
Marcos Vinicius Silva Rocha Calazans – meglio noto come Marcos Calazans – (Duque de Caxias, 14 giugno 1996) è un calciatore brasiliano, attaccante del Goiatuba.

## Caratteristiche tecniche
È un'ala molto veloce, abile nel controllo palla e nell'uno contro uno.

## Carriera
Cresciuto nel settore giovanile del Fluminense, l'8 settembre 2014 viene ceduto in prestito con diritto di riscatto allo Slovan Liberec, con cui il 20 settembre compie il suo esordio professionistico, nella partita persa per 1-0 contro il Zbrojovka Brno.

## Statistiche

### Presenze e reti nei club
Statistiche aggiornate al 31 dicembre 2017.
| Stagione        | Squadra         | Campionato      | Campionato | Campionato | Coppe nazionali | Coppe nazionali | Coppe nazionali | Coppe continentali | Coppe continentali | Coppe continentali | Altre coppe | Altre coppe | Altre coppe | Totale | Totale |
| Stagione        | Squadra         | Comp            | Pres       | Reti       | Comp            | Pres            | Reti            | Comp               | Pres               | Reti               | Comp        | Pres        | Reti        | Pres   | Reti   |
| --------------- | --------------- | --------------- | ---------- | ---------- | --------------- | --------------- | --------------- | ------------------ | ------------------ | ------------------ | ----------- | ----------- | ----------- | ------ | ------ |
| sett. 2014-2015 | Slovan Liberec  | 1L              | 4          | 0          | MC              | 0               | 0               | UEL                | -                  | -                  | -           | -           | -           | 4      | 0      |
| 2017            | Fluminense      | A+A1/RJ         | 11+5       | 0          | CB              | 4               | 0               | CS                 | 3                  | 0                  | PL          | 1           | 0           | 24     | 0      |
| Totale carriera | Totale carriera | Totale carriera | 20         | 0          |                 | 4               | 0               |                    | 3                  | 0                  |             | 1           | 0           | 28     | 0      |

## Palmarès

### Competizioni nazionali
- Coppa della Repubblica Ceca: 1

Slovan Liberec: 2014-2015
- Primeira Liga: 1

Fluminense: 2016